# Blitzkrieg 3
Blitzkrieg 3 war ein Massively-Multiplayer-Online-Echtzeit-Strategie das auf Ereignissen des Zweiten Weltkriegs basiert. Es stellt eine Fortsetzung von Blitzkrieg 2 dar und ist der vorerst letzte Teil der Blitzkrieg-Spieleserie. Blitzkrieg 3 erreichte Steam Early Access im Mai 2015 und wurde am 2. Juni 2017 veröffentlicht und am 14. Dezember 2022 eingestellt.

## Spielprinzip
Zunächst war ein Free-to-play Geschäftsmodell geplant. Nach Beschwerden der Kunden wurde der Plan verworfen und ein Festpreistitel veröffentlicht. Um menschlicher zu agieren, wurde der Computergegner als neuronales Netz implementiert, das keinen Informationsvorteil gegenüber dem Spieler hat. Zunächst war nur ein asynchroner Mehrspielermodus möglich, in dem Spieler eine Basis aufbauen, die dann anschließend vom Gegner angegriffen aber automatisiert verteidigt wird. Schlussendlich wurde ein vollwertiger Mehrspielermodus integriert.

## Rezeption
Viele Ideen seien aus Company of Heroes übernommen worden zu sein, ohne dass sie konsequent integriert wurden. So fehle ein Deckungssystem für die Soldaten. Kulisse und Inszenierung kommen nicht an das Vorbild heran. Die KI „Boris“ sei zwar spürbar aber letztendlich taktisch nicht überzeugend. Technisch sei das Spiel nicht auf der Höhe der Zeit. Die drei Einzelspielerkampagnen seien umfangreich, aber wenig abwechslungsreich. Die Formationen könnten nicht befehligt werden und das Veteranensystem bleibe belanglos, da man Truppen nicht in die nächste Mission übernehme. Der asynchrone Mehrspieler-Modus sei interessant, aber nicht praxistauglich. Er sei lediglich eine Variante des Tower Defense. Man merke Blitzkrieg 3 stark an, dass es als Free2Play angelegt war. Mit den Vorgängertiteln habe es wenig gemeinsam.